# 389.ª Divisão de Infantaria (Alemanha)
A 389ª Divisão de Infantaria (em alemão:389. Infanterie-Division) foi uma unidade militar que serviu no Exército alemão durante a Segunda Guerra Mundial.

## Comandantes
| Comandante                          | Data                                           |
| ----------------------------------- | ---------------------------------------------- |
| Generaloberst Erwin Jänecke         | 1 de fevereiro de 1942 - 1 de novembro de 1942 |
| Generalmajor Erich Magnus           | 1 de novembro de 1942 - 31 de janeiro de 1943  |
| Reformada                           |                                                |
| Generalmajor Erwin Gerlach          | 15 de abril de 1943 - 1 de junho de 1943       |
| Generalleutnant Kurt Kruse          | 1 de junho de 1943 - ? de julho de 1943        |
| Generalmajor Erwin Gerlach          | ? de julho de 1943 - 30 de novembro de 1943    |
| Generalmajor Paul Herbert Forster   | 30 de novembro de 1943 - 1 de abril de 1944    |
| General der Infanterie Walther Hahm | 1 de abril de 1944 - 30 de setembro de 1944    |
| Generalleutnant Fritz Becker        | 30 de setembro de 1944 - 25 de março de 1945   |

## Área de operações
| Alemanha                       | fevereiro de 1942 - maio de 1942   |
| Frente Oriental, setor sul     | maio de 1942 - outubro de 1942     |
| Stalingrado                    | outubro de 1942 - janeiro de 1943  |
| Reformada                      |                                    |
| França                         | abril de 1943 - outubro de 1943    |
| Frente Oriental, setor sul     | outubro de 1943 - junho de 1944    |
| Frente Oriental, setor central | junho de 1944 - agosto de 1944     |
| Frente Ocidental, setor norte  | agosto de 1944 - outubro de 1944   |
| Bolsão de Kurland              | outubro de 1944 - dezembro de 1944 |
| Norte da Alemanha              | dezembro de 1944 - março de 1945   |